# Soyouz TMA-07M
Soyouz TMA-07M est une mission spatiale dont le lancement eut lieu en décembre 2012 depuis le Cosmodrome de Baïkonour. Elle transporta trois membres de l'Expédition 34 vers la station spatiale internationale. Il s'agit du 117e vol d'un vaisseau Soyouz depuis le premier en 1967.

## Équipage

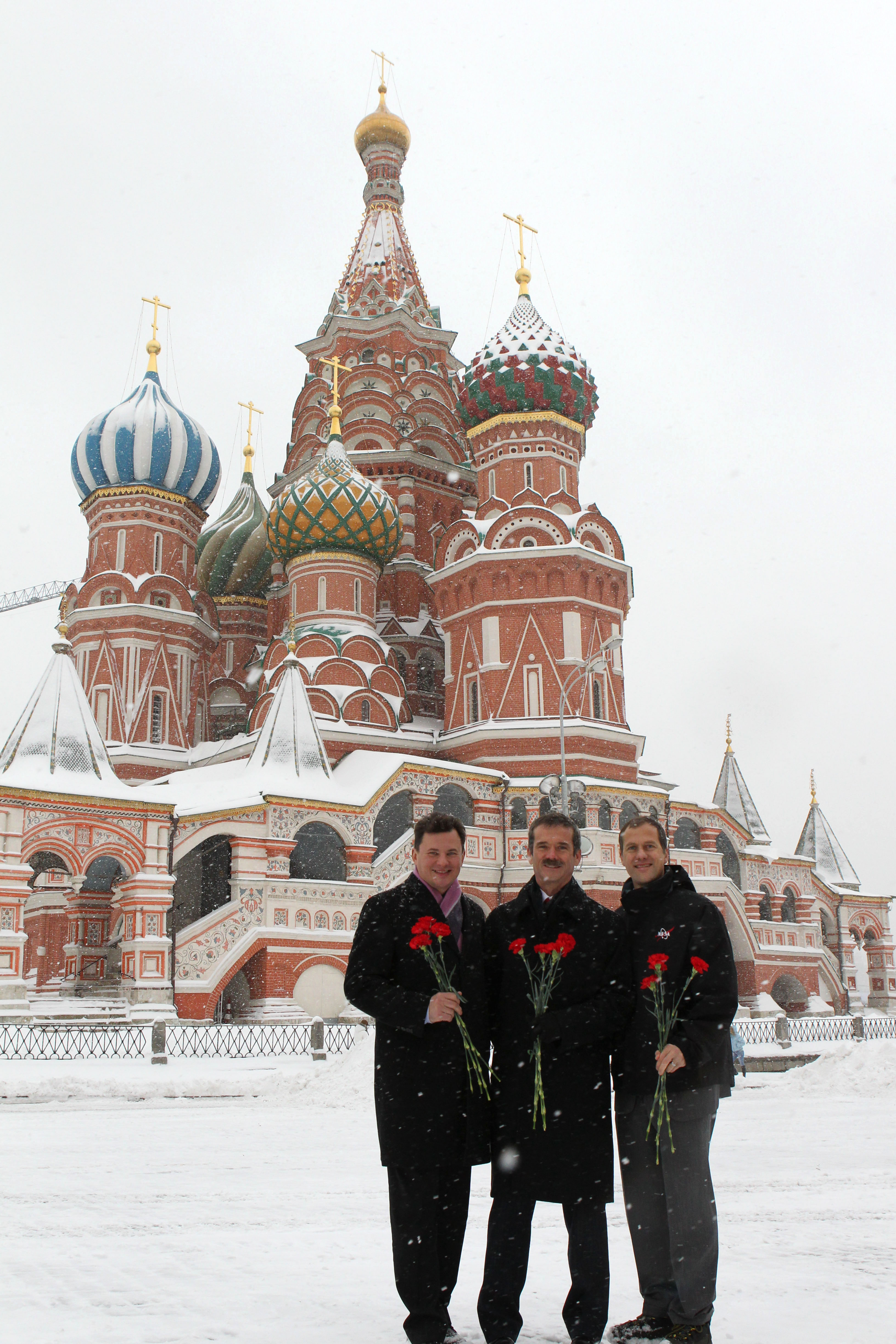
Les membres d'équipage du Soyouz TMA-09M pendant leur tour de cérémonie de la place Rouge, le 29 novembre 2012.

- Commandant : Roman Romanenko (2),  Russie
- Ingénieur de vol 1 : Thomas Marshburn (2),  États-Unis
- Ingénieur de vol 2 : Chris Hadfield (3),  Canada

Le chiffre entre parenthèses indique le nombre de vols spatiaux effectués par l'astronaute, Soyouz TMA-07M inclus.

### Équipage de remplacement
- Commandant : Fyodor Yurchikhin,  Russie
- Ingénieur de vol 1 : Luca Parmitano,  Italie
- Ingénieur de vol 2 : Karen L. Nyberg,  États-Unis